# ژانگ شیائوپینگ
ژانگ شیائوپینگ (چینی: 张小平؛ زادهٔ ۱ آوریل ۱۹۸۲) بوکسور اهل چین است. از افتخارات وی می‌توان به کسب مدال طلا نیمه‌سنگین‌وزن در بازی‌های المپیک تابستانی ۲۰۰۸ اشاره کرد.